# Єкатериновка (Красноуфімський міський округ)
Єкатери́новка (рос. Екатериновка) — присілок у складі Красноуфімського міського округу (Натальїнськ) Свердловської області.
Населення — 2 особи (2010, 4 у 2002).
Національний склад станом на 2002 рік: росіяни — 100 %.